# Guarulhos
Pour les articles homonymes, voir Guarulhos (homonymie).
Guarulhos est une ville de l'État de São Paulo dans la Région métropolitaine de São Paulo, dans la micro-région qui porte son nom. Le tropique du Capricorne divise la ville en deux. Sa population estimée en 2003 était de 1 160 500 habitants (deuxième ville de l’État) et sa surface est de 317,1 km2, soit une densité démographique de 3 660 hab/km2.
Ses limites sont Mairiporã et Nazaré Paulista au nord, Santa Isabel au nord-est, Arujá et Itaquaquecetuba à l'est, et la capitale au sud et à l'ouest.
La cité est connue spécialement pour abriter le plus grand aéroport civil de l'Amérique du Sud, l'aéroport International de São Paulo/Guarulhos.

## Histoire
Guarulhos naquit le 8 décembre 1560, comme élément de défense du village de São Paulo. Il devient une ville en 1880, lorsqu'il se sépara de São Paulo, avec le nom de Notre Dame de la Conception des Guarulhos, et en 1906 fut adopté son nom actuel.
En 1560, le village des Indiens Giarus de la tribu des Guaianases, intégrants de la nation Tupi, est fondé sous le nom de Notre-Dame de la Conception par le Jésuite, Manuel de Paiva.

### Le cycle de l'or
Sa croissance économique initiale est due à l'exploitation de l'or. Les mines, découvertes en 1590 par Afonso Sardinha, étaient situées dans l'actuelle région du Bairro das Lavras (Quartier des exploitations minières).
Réellement, vers 1750, il y avait des mineurs qui extrayaient l'or dans la Lavras Velhas do Geraldo (Vieilles mines de Geraldo) .
Cette extraction se faisait aussi en au moins six points différents sur quelques dizaines de kilomètres carrés.
Entre les XVII et XVIII siècles, le grand nombre d'autorisations d'occupation de terres octroyées indiquent qu'il y a eu des époques de grand intérêt pour le territoire actuel de Guarulhos.
Ces occupants de terres s'occupaient d'agriculture et d'exploitation des miniers avec comme activités d'appui, l'élevage de bovins et de chevaux. Les moulins à sucre apparurent au XVIe siècle et continuèrent jusqu'au début du XXe siècle produisant aussi de l'alcool. Le climat humide et froid et, en conséquence, la rouille du blé, la mosaïque de la canne à sucre et le curuquerê ont probablement nuit aux cultures..

### Esclavage
Le travail d'esclaves noirs (d'origine soudanaise, surnommé Gegês) fut utilisé en grande échelle. Avec la paralysie de l'exploitation de l'or, beaucoup d'esclaves accompagnèrent leur maître dans la débandade et le village entra en décadence.
Selon l'inventaire des propriétés rurales de la Capitainerie de São Paulo, en 1817, il y avait 183 esclaves dans la Freguesia da Conceição dos Guarulhos, possédés par 28 mineurs des endroits suivants : Bom Jesus, Bom Sucesso, Guavirotuba, Itaverava, Lavras, Pirucaia, São Gonçalo, São Miguel (Pimentas) et Varados.
Après la libération des esclaves (Lei Áurea 1888), la main d'œuvre commence à manquer.

### Développement de la ville
Un document du 30 mai 1901 décrit la production de la ville :
- alcool (30 moulins),
- riz (12 propriétés)
- café (4 propriétés),
- haricots (200 propriétés),
- maïs (200 propriétés),
- tabac (1 propriété),
- charbon de bois (10 propriétés),
- vin (2 propriétés),
- chevaux (300 têtes),
- caprins (20 têtes),
- porcins (100 têtes),
- bovins (300 têtes) et
- 5 producteurs dans le domaine de l'apiculture.

En 1915, on inaugurait l'embranchement du chemin de fer de Guapyra à Guarulhos, dit le train de la Cantareira. Il permit d'écouler le bois et les pierres mais surtout le produit du grand nombre de briqueteries destiné à la construction de la Capitale. Ce chemin de fer comprenait cinq gares sur Guarulhos : Vila Galvão, Torres Tibagy, Gopoúva, Vila Augusta et Guarulhos, en plus de son prolongement jusqu'à la base aérienne.
Le début du XXe siècle vit l'arrivée non seulement du chemin de fer mais aussi de l'électricité (Light & Power), du réseau téléphonique, d'activités commerciales et du transport de passagers.
On voit par les actes de la chambre municipale, la préoccupation pour le déboisement, la pollution des eaux, l'implantation des égouts, la chasse aux oiseaux, le ravitaillement en eau potable.
Durant les années 1930, nous voyons l'intervention fédérale, la création de la Junta Governativa de Guarulhos et le Mouvement Constitutionnaliste.
En 1940, fut inaugurée la bibliothèque municipale, en 1941 le premier Centre de Santé et 10 ans plus tard l’hôpital public.
Durant les années 1940 apparurent les industries électriques, métallurgiques, plastiques, agroalimentaires, du caoutchouc, des chaussures, des pièces d'automobiles, de l'horlogerie et du cuir.
Depuis 1987, Guarulhos a une Université : l'Universidade de Guarulhos, successeur des Centres Intégrés d'enseignement supérieur Farias Brito fondés en 1970.
En 1985, l'inauguration de l'Aéroport International de São Paulo-Guarulhos à Cumbica amena un sursaut économique de la ville. Cependant, les effets des nuisances (bruit) apportées n'ont pas encore été réglés.

### Maires
| Période | Période | Identité          | Étiquette | Qualité |
| ------- | ------- | ----------------- | --------- | ------- |
| 2001    | 2008    | Elói Pietá        | PT        |         |
| 2009    | 2016    | Sebastião Almeida | PT        |         |

## Transport
L'aéroport international de São Paulo-Guarulhos – Governador André Franco Montoro, également connu sous le nom d'aéroport international de Cumbica (IATA : GRU, OACI : SBGR), est l'aéroport principal et le plus fréquenté du Brésil. Situé dans la ville, dans le quartier de Cumbica, il occupe une superficie de 13,32 kilomètres carrés.
La municipalité est desservie par la ligne 13–Jade du train métropolitain de São Paulo, inaugurée le 31 mars 2018, qui relie la gare Engenheiro Goulart, à São Paulo, à la gare Aeroporto–Guarulhos, à proximité du terminal 1 de l'aéroport, avec un arrêt à côté de la gare routière de la ville dans le parc Cecap. La gare est reliée par une passerelle au terminal de Taboão.
Il existe un projet de construction de deux stations sur la ligne 2 du métro de São Paulo dans la municipalité, dans le quartier de Ponte Grande et à proximité de la Via Dutra.
Actuellement, il existe une réplique de l'ancienne station Guarulhos du tramway Cantareira sur la Praça Quarto Centenário, dans le centre-ville. Une partie de l'ancien tracé de la ligne secondaire a été réutilisée dans le lit de la ligne 1-Bleue du métro de São Paulo. L'ancienne branche du tramway de Guarulhos sera également immortalisée dans la chanson classique Trem das Onze, d'Adoniran Barbosa.

## Médias
Au téléphonie, la ville était desservie par Telecomunicações de São Paulo. En juillet 1998, elle a été rachetée par la société espagnole Telefónica, qui a adopté la marque Vivo en 2012.
À l'heure actuelle est un opérateur de téléphonie mobile, téléphonie fixe, internet (fibre optique/4G), et télévision (satellite et câble).